# Gare de Vierzy
Gare de Vierzy vasútállomás Franciaországban, Vierzy településen.

## Vasútvonalak
Az állomást az alábbi vasútvonalak érintik:
- La Plain-Hirson-vasútvonal

## Kapcsolódó állomások
A vasútállomáshoz az alábbi állomások vannak a legközelebb:
- Gare de Longpont
- Gare de Soissons